# Владиславлев, Сергей Владимирович
Сергей Владимирович Владиславлев (1883, Москва — 1972) — русский и советский математик, профессор (1921), заведующий кафедрой высшей математики Института нефтяной и газовой промышленности, депутат Моссовета.

## Биография
Окончил Заиконоспасское училище, и в 1906 году — Московскую духовную семинарию; служил учителем в Смоленской церковно-приходской школе.
В 1913 году окончил физико-математический факультет Московского университета, после чего преподавал в технических училищах.
Во время Первой мировой войны — военный чиновник. В 1917 году состоял членом окружного исполкома солдатских депутатов Минского военного округа. В 1918—1919 годах возглавлял статистический отдел при канцелярии Главного начальника снабжения РККА.
В 1919—1924 годах — ректор и профессор математики Практического землеустроительного института им. М. И. Калинина. В это же время был также деканом и профессором Высших научно-педагогических курсов при Главпрофобре (1922—1924). С 1924 по 1932 год — преподаватель Академии коммунистического воспитания им. Н. К. Крупской, а также Московской горной академии (1927—1930).
С 1930 года — профессор, с 1940 (или с 1941) по 1962 год — заведующий кафедрой высшей математики Московского института нефтяной и газовой промышленности им. академика И. М. Губкина, затем до 1965 года — профессор этой же кафедры. Одновременно — профессор Академии гражданского воздушного флота (с 1939), заведующий кафедрой высшей математики в Московском институте инженеров коммунального строительства (1943—1945).
В 1939—1961 годах — депутат Моссовета. С 1940 года — член ВКП(б).

## Награды
- Орден Трудового Красного Знамени (1944)[2]